# Acueducto de los Milagros
Acueducto de los Milagros (tiếng Anh: Miraculous Aqueduct, tạm dịch là Những chiếc cống thần kỳ) là một cây cầu Roma, một phần của hệ thống cống nước ở Colonia (Roma) thuộc Emerita Augusta, ngày nay là Mérida, Tây Ban Nha.

Chỉ có một đoạn tương đối nhỏ của cống nước vẫn còn tồn tại, bao gồm 38 trụ cột vòng đứng cao khoảng 25m. Nó được xây dựng từ '"opus mixtum", một loại đá granite xen kẽ với gạch đỏ. Kiến trúc này có nguồn gốc mang nước đến thành phố từ một hồ chứa nước gọi là đập Proserpina, lấy nước từ dòng suối Las Pardillas, khoảng 5 km tới phía bắc Mérida.